# 娄宿增八
娄宿增八，即白羊座11（11 Ari），是一颗位于白羊座的恒星，距离地球约1200光年。